# Eine Nacht in New York
Eine Nacht in New York (200 Cigarettes) ist eine US-amerikanische Filmkomödie von Risa Bramon Garcia aus dem Jahr 1999.

## Handlung
Die Handlung spielt in der Silvesternacht des Jahres 1981. Monica gibt eine Party. Da bisher nur Hillary erschien, fürchtet sie, dass keine weiteren Besucher kommen werden. Sie verliert ab und zu die Beherrschung.
Die Teenager Val und Stephie sagten ihren Eltern, jedes der Mädchen würde die Nacht bei der anderen verbringen. In Wirklichkeit wandern sie durch Manhattan.
Cindy trifft sich mit Jack zum Abendessen. Sie verbrachte mit ihm die Nacht zuvor; er war der erste Mann, mit dem sie schlief. Das Treffen gelingt nicht, Cindy wird wütend auf Jack und geht weg.
Lucy trifft sich mit ihrem Freund Kevin. Sie beschließen, an diesem Abend Sex zu haben. Kevin denkt jedoch immer noch an seine frühere Freundin Ellie. Lucy flirtet mit dem Barmann, der ihr über die Party bei Monica erzählt.
Bridget, Caitlyn und Eric treffen sich in derselben Bar wie Lucy und Kevin. Eric geht später zur Monicas Party.
Monica wacht am nächsten Morgen in der verwüsteten Wohnung auf.

## Kritiken
James Berardinelli fragte auf ReelViews rhetorisch, wie eine Gruppe talentierter Schauspieler einen derart leblosen Film machen konnte. Die Figuren seien langweilig, die Dialoge „uninspiriert“ und „schal“ („insipid“), die Handlung existiere nicht.
Paul Clinton bezeichnete den Film auf CNN.com als langweilig, schlecht geschrieben und nicht durchdacht. Er beleidige die Intelligenz der Zuschauer. Clinton lobte die Darstellung von Kate Hudson, aber allgemein sei das Schauspiel in diesem Film eine „verlorene Schlacht“.
Roger Ebert schrieb in der Chicago Sun-Times vom 26. Februar 1999, dass der Film erinnere, dass die Darsteller „Behälter“ seien, die die Figuren und die Dialoge mit Inhalt füllen würden. Die Figuren dieses Films beschimpfte er als „Idioten“ („cretins“).

## Hintergrund
Der Film wurde in New York gedreht, vor allem im Stadtteil East Village. Die Produktion des Films kostete ungefähr sechs Millionen US-Dollar. Er brachte in den US-Kinos 6,85 Millionen US-Dollar ein.